# Санти-Марчеллино-э-Пьетро (титулярная церковь)
Титулярная церковь Санти-Марчеллино-э-Пьетро (лат. Titulus Sanctorum Marcellini et Petri) — титулярная церковь была создана в V веке. Титул принадлежит церкви Санти-Марчеллино-э-Пьетро, расположенной в районе Рима Монти, на виа Мерулана.
И Дюшен, и Кирш согласны в утверждении, что титулярную церковь Никомедиса, перечисленную на римском синоде от 1 марта 499 года, следует считать эквивалентным титулярной церкви Святых Марцеллина и Петра. Кристофори, который упомянул её как «Сан-Никомеде-ин-Виа-Номентана», утверждает, что эта титулярная церковь была упразднена Папой Григорием I, который перенес её в базилику Санта-Кроче-ин-Джерусалемме. Однако «Annuaire Pontifical Catholique» утверждает, что титулярная церковь Санта-Крешенциана или Сан-Крешенцио, основанная около 112 года Папой Эваристом и подтвержденая около 366 года Ппапой Дамасием I, была упразднена Папой Григорием I около 590 года, который заменил её нынешней титулярной церковью Святых Марцеллина и Петра. Согласно каталогу Пьетро Маллио, составленному во время понтификата Александра III, титулярная церковь была связана с базиликой Санта-Мария-Маджоре, а его священники по очереди совершали в ней Мессу.

## Список кардиналов-священников титулярной церкви Санти-Марчеллино-э-Пьетро
- Альбино — (590 — ?);
- Раниеро — (1099 — до 1116);
- Райнеро (или Ренио) — (ок. 1117 — 1121);
- Крещенцио — (1121 — 1130 — последовал за послушанием антипапе Анаклета II после Конклава в феврале 1130);
- Райнальдо ди Коллемеццо, O.S.B.Cas. — (1140 — октябрь 1166, до смерти);
- Роффредо делл’Изола, O.S.B. — (1191 — 1210, до смерти);
- Конте Казате — (12 апреля 1281 — 8 апреля 1287, до смерти);
- Жан Лемуан — (18 сентября 1294 — 22 августа 1313, до смерти);
- Лука Фиески — титулярная диакония pro illa vice in commendam (сентябре 1313 — 31 января 1336, до смерти);
- Гослен де Жан — (17 декабря 1316 — 18 декабря 1327, назначен кардиналом-епископом Альбано);
- Пастёр де Сарра, O.F.M. — (17 декабря 1350 — 11 октября 1356, до смерти);
- Гийом Фаринье, O.F.M. — (23 декабря 1356 — 17 июня 1361, до смерти);
- Филипп де Кабассоль — (22 сентября 1368 — 31 мая 1370, назначен кардиналом-епископом Сабины);
- Андреа Бонтемпи Мартини — (18 сентября 1378 — 16 июля 1390, до смерти);
  - Пьер Раймон де Баррьер, C.R.S.A. — (3 октября 1379 — 13 июня 1383, до смерти — псевдокардинал антипапы Климента VII);
  - Жак де Ментонэ — (23 декабря 1383 — 16 мая 1391, до смерти — псевдокардинал антипапы Климента VII);
- Стефано Палозио — (январь 1385 — 24 апреля 1396, до смерти);
- Анджело Барбариго — (19 сентября 1408 — 16 августа 1418, до смерти);
  - вакантно (1418 — 1439);
- Исидор Киевский — (8 января 1440 — 7 февраля 1451, назначен кардиналом-епископом Сабины, in commendam (7 февраля 1451 — 27 апреля 1463, до смерти);
  - вакантно (1451 — 1461);
- Луи д’Альбре — (31 мая 1462 — 4 сентября 1465, до смерти);
- Оливьеро Карафа — (3 декабря 1467 — 5 сентября 1470, назначен кардиналом-священником Сант-Эузебио);
- Филипп де Левис — (17 мая 1473 — 4 ноября 1475, до смерти);
- Жорже да Кошта — (15 января 1477 — 8 ноября 1484, назначен кардиналом-священником Санта-Мария-ин-Трастевере);
  - вакантно (1484 — 1493);
- Бернардино Лопес де Карвахаль — (23 сентября 1493 — 2 февраля 1495, назначен кардиналом-священником Санта-Кроче-ин-Джерусалемме);
- Филипп де Люксембург — (2 февраля 1495 — 3 июня 1509, назначен кардиналом-епископом Альбано);
- Луи д’Амбуаз — (11 января 1510 — 3 марта 1511, до смерти);
- Кристофер Бейнбридж — (17 марта — 22 декабря 1511, назначен кардиналом-священником Санта-Прасседе);
  - вакантно (1511 — 1515);
- Адриен Гуффье де Буаси — (14 декабря 1515 — 1517, назначен кардиналом-священником Санта-Бальбина, in commendam (1517 — 9 ноября 1520);
  - вакантно (1520 — 1530);
- Франсуа де Турнон, C.R.S.A. — (16 мая 1530 — 28 февраля 1550, назначен кардиналом-епископом Сабины);
- Жорж II Амбуаз — (28 февраля — 25 августа 1550, до смерти);
- Пьетро Бертани, O.P. — (24 декабря 1551 — 8 марта 1558, до смерти);
- Джанфранческо Гамбара — титулярная диакония pro hac vice (10 марта 1561 — 17 ноября 1565, назначен кардиналом-священником Санта-Пуденциана);

Флавио Орсини — (17 ноября 1565 — 9 июля 1578, назначен кардиналом-священником Санта-Приска);
- - вакантно (1581 — 1588);
- Стефано Бонуччи, O.S.M. — (15 января 1588 — 2 января 1589, до смерти);
- Мариано Пьербенедетти — (15 января 1590 — 7 февраля 1607, назначен кардиналом-священником Санта-Мария-ин-Трастевере);
- Орацио Маффеи — (7 февраля 1607 — 11 января 1609, до смерти);
  - вакантно (1609 — 1614);
- Джованни Баттиста Дэти — (6 октября 1614 — 7 июня 1623, назначен кардиналом-епископом Альбано);
  - вакантно (1623 — 1664);
- Джироламо Бонкомпаньи — (11 февраля 1664 — 24 января 1684, до смерти);
  - вакантно (1684 — 1690);
- Джакомо Кантельмо — (10 апреля 1690 — 11 декабря 1702, до смерти);
- Франческо Пиньятелли старший, Theat. — (11 февраля 1704 — 26 апреля 1719, назначен кардиналом-епископом Сабины);
- Джованни Франческо Барбариго — (20 января 1721 — 26 января 1730, до смерти);
- Сигизмунд фон Коллонич — (14 августа 1730 — 29 августа 1740, назначен кардиналом-священником Сан-Кризогоно);
  - вакантно (1740 — 1753);
- Винченцо Мальвецци Бонфьоли — (10 декабря 1753 — 3 декабря 1775, до смерти);
- Бернардино Онорати — (28 июля 1777 — 12 августа 1807, до смерти);
  - вакантно (1807 — 1816);
- Никола Риганти — (29 апреля 1816 — 31 августа 1822, до смерти);
  - вакантно (1822 — 1827);
- Джакомо Джустиниани — (17 сентября 1827 — 22 ноября 1839, назначен кардиналом-епископом Альбано);
- Джованни Мария Мастаи-Ферретти — (17 декабря 1840 — 16 июня 1846 — избран Папой Пием IX);
- Гаэтано Балуффи — (14 июня 1847 — 11 ноября 1866, до смерти);
- Джузеппе Берарди — (16 марта 1868 — 6 апреля 1878, до смерти);
- Флориан-Жюль-Феликс Депре — (22 сентября 1879 — 21 января 1895, до смерти);
- Доменико Мария Якобини — (3 декабря 1896 — 1 февраля 1900, до смерти);
- Алессандро Санминьятелли Дзабарелла — (18 апреля 1901 — 24 ноября 1910, до смерти);
  - вакантно (1910 — 1914);
- Антониу Мендеш Беллу — (8 сентября 1914 — 5 августа 1929, до смерти);
- Мануэл Гонсалвиш Сережейра — (19 декабря 1929 — 2 августа 1977, до смерти);
  - вакантно (1977 — 1983);
- Жан-Мари Люстиже — (2 февраля 1983 — 26 ноября 1994, назначен кардиналом-священником Сан-Луиджи-деи-Франчези);
  - вакантно (1994 — 1998);
- Алоизиус Маттиас Амброзич — (21 февраля 1998 — 26 августа 2011, до смерти);
- Доменик Дука O.P. — (18 февраля 2012 — по настоящее время).